# Leichtathletik-Europameisterschaften 1990/400 m Hürden der Männer

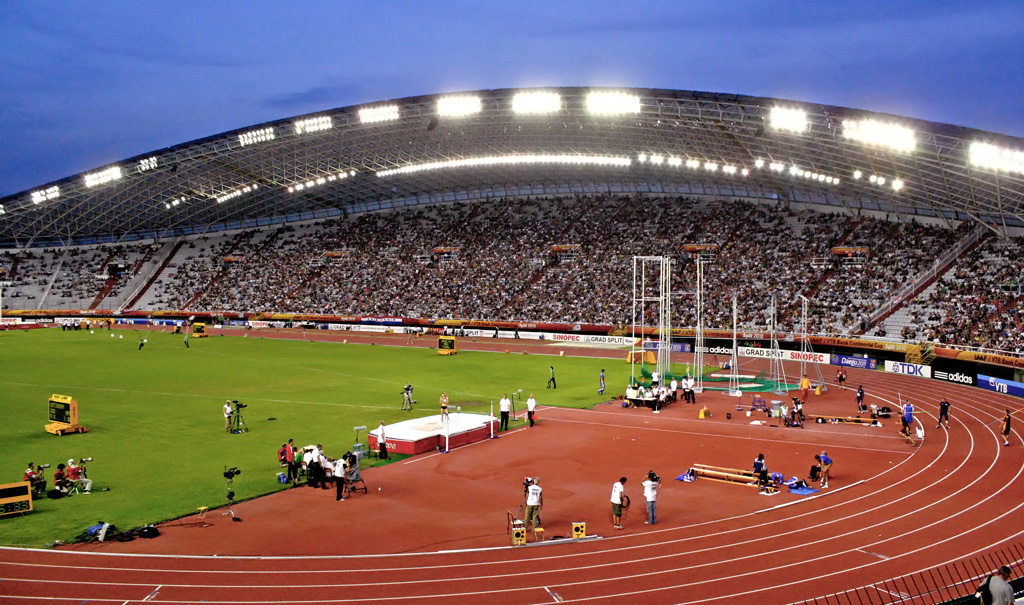
Das Stadion Poljud von Split im Jahr 2010

Der 400-Meter-Hürdenlauf der Männer bei den Leichtathletik-Europameisterschaften 1990 wurde vom 27. bis 29. August 1990 im Stadion Poljud in Split ausgetragen.
In diesem Wettbewerb gingen mit Silber und Bronze zwei Medaillen an die schwedischen Hürdenläufer. Europameister wurde der Brite Kriss Akabusi. Er gewann vor dem EM-Dritten von 1986 Sven Nylander. Den dritten Rang belegte Niklas Wallenlind.

## Bestehende Rekorde
| Weltrekord           | 47,02 s | Edwin Moses   | Koblenz, BR Deutschland | 31. August 1983   |
| Europarekord         | 47,48 s | Harald Schmid | EM Athen, Griechenland  | 8. September 1982 |
| Europarekord         | 47,48 s | Harald Schmid | WM Rom, Italien         | 1. September 1987 |
| Meisterschaftsrekord | 47,48 s | Harald Schmid | EM Athen, Griechenland  | 8. September 1982 |

Der bestehende EM-Rekord wurde bei diesen Europameisterschaften nicht erreicht. Die schnellste Zeit erzielte der britische Europameister Kriss Akabusi im Finale mit 47,92 s, womit er 44 Hundertstelsekunden über dem Rekord, gleichzeitig Europarekord, blieb. Zum Weltrekord fehlten ihm neunzig Hundertstelsekunden.

## Legende
Kurze Übersicht zur Bedeutung der Symbolik – so üblicherweise auch in sonstigen Veröffentlichungen verwendet:
| NU23R | Nationaler U23-Rekord                    |
| DNF   | Wettkampf nicht beendet (did not finish) |

## Vorrunde
27. August 1990
Die Vorrunde wurde in vier Läufen durchgeführt. Die ersten drei Athleten pro Lauf – hellblau unterlegt – sowie die darüber hinaus vier zeitschnellsten Läufer – hellgrün unterlegt – qualifizierten sich für das Halbfinale.

### Vorlauf 1
| Platz | Name                  | Nation         | Zeit (s) |
| ----- | --------------------- | -------------- | -------- |
| 1     | Kriss Akabusi         | Großbritannien | 50,08    |
| 2     | Vadim Zadoinov        | Sowjetunion    | 50,34    |
| 3     | Koen Verlinde         | Belgien        | 50,50    |
| 4     | Olaf Hense            | BR Deutschland | 50,74    |
| 5     | Paweł Woźniak         | Polen          | 51,09    |
| 6     | Vesa-Pekka Pihlavisto | Finnland       | 51,59    |
| 7     | Santiago Fraga        | Spanien        | 52,00    |
| DNF   | Rok Kopitar           | Jugoslawien    |          |

### Vorlauf 2
| Platz | Name               | Nation         | Zeit (s) |
| ----- | ------------------ | -------------- | -------- |
| 1     | Max Robertson      | Großbritannien | 50,27    |
| 2     | Carsten Köhrbrück  | BR Deutschland | 50,39    |
| 3     | Stéphane Diagana   | Frankreich     | 50,49    |
| 4     | Krasimir Demirev   | Bulgarien      | 50,59    |
| 5     | Mugur Mateescu     | Rumänien       | 51,63    |
| 6     | Branislav Karaulić | Jugoslawien    | 53,26    |

### Vorlauf 3
| Platz | Name              | Nation         | Zeit (s) |
| ----- | ----------------- | -------------- | -------- |
| 1     | Edgar Itt         | BR Deutschland | 50,93    |
| 2     | Jozef Kucej       | Jugoslawien    | 51,01    |
| 3     | Niklas Wallenlind | Schweden       | 51,06    |
| 4     | Daniel Ritter     | Schweiz        | 51,24    |
| 5     | Mauro Maurizi     | Italien        | 51,27    |
| 6     | Alexander Belikow | Sowjetunion    | 51,31    |
| 7     | Marc Dollendorf   | Belgien        | 51,60    |

### Vorlauf 4
| Platz | Name                   | Nation       | Zeit (s) |
| ----- | ---------------------- | ------------ | -------- |
| 1     | Sven Nylander          | Schweden     | 50,28    |
| 2     | José Alonso            | Spanien      | 50,36    |
| 3     | Thomas Nyberg          | Schweden     | 50,83    |
| 4     | Alexei Basarow         | Sowjetunion  | 50,84    |
| 5     | Athanásios Kaloyiánnis | Griechenland | 51,37    |
| 6     | Miro Kocuvan           | Jugoslawien  | 51,37    |
| 7     | Pedro Rodrigues        | Portugal     | 52,03    |

## Halbfinale
28. August 1990
In den beiden Halbfinalläufen qualifizierten sich die jeweils ersten vier Athleten – hellblau unterlegt – für das Finale.

### Lauf 1
| Platz | Name             | Nation         | Zeit (s) |
| ----- | ---------------- | -------------- | -------- |
| 1     | Kriss Akabusi    | Großbritannien | 48,84    |
| 2     | Stéphane Diagana | Frankreich     | 49,26    |
| 3     | Vadim Zadoinov   | Sowjetunion    | 49,34    |
| 4     | José Alonso      | Spanien        | 49,92    |
| 5     | Jozef Kucej      | Jugoslawien    | 50,52    |
| 6     | Olaf Hense       | BR Deutschland | 50,53    |
| 7     | Paweł Woźniak    | Polen          | 50,94    |
| 8     | Thomas Nyberg    | Schweden       | 51,02    |

### Lauf 2
| Platz | Name              | Nation         | Zeit (s) |
| ----- | ----------------- | -------------- | -------- |
| 1     | Niklas Wallenlind | Schweden       | 48.80    |
| 2     | Sven Nylander     | Schweden       | 48,82    |
| 3     | Carsten Köhrbrück | BR Deutschland | 49,04    |
| 4     | Edgar Itt         | BR Deutschland | 49,24    |
| 5     | Max Robertson     | Großbritannien | 49,25    |
| 6     | Alexei Basarow    | Sowjetunion    | 49,37    |
| 7     | Koen Verlinde     | Belgien        | 49,90    |
| 8     | Krasimir Demirev  | Bulgarien      | 50,39    |

## Finale
29. August 1990
| Platz | Name              | Nation         | Zeit (s)    |
| ----- | ----------------- | -------------- | ----------- |
| 1     | Kriss Akabusi     | Großbritannien | 47,92       |
| 2     | Sven Nylander     | Schweden       | 48,43       |
| 3     | Niklas Wallenlind | Schweden       | 48,52 NU23R |
| 4     | Vadim Zadoinov    | Sowjetunion    | 48,61       |
| 5     | Stéphane Diagana  | Frankreich     | 48,92 NU23R |
| 6     | Carsten Köhrbrück | BR Deutschland | 48,95       |
| 7     | José Alonso       | Spanien        | 49,77       |
| 8     | Edgar Itt         | BR Deutschland | 49,83       |

## Videolink
- 1990 European Athletics Championships Men's 400m hurdles final, www.youtube.com, abgerufen am 22. Dezember 2022
- Men's 400m Hurdles Final European Champs in Split 1990, www.youtube.com, abgerufen am 22. Dezember 2022